# 福祉レクリエーション
福祉レクリエーション（ふくしレクリエーション）とは、レクリエーションの一分野。

## 概要
主な対象を障害児・障害者や高齢者などとし、福祉施設や地域のイベントなどで、楽しんでもらったり、生きがいをみつけるために行うもの。リハビリテーションの一環として行われることもある。

## 公認指導者
公益財団法人日本レクリエーション協会では、福祉レクリエーションの指導者の育成にも力を入れている（公認指導者資格としては、「福祉レクリエーション・ワーカ」となる）。